# Forte de São Paulo da Gamboa
O Forte de São Paulo da Gamboa localiza-se na chamada Gamboa de Baixo, no centro histórico de Salvador, no litoral do estado brasileiro da Bahia.

## História

### Antecedentes
O forte remonta a uma bateria erguida, a partir de 1646, sobre uma gamboa ou vala, que lhe daria o nome.

### O atual forte
A estrutura atual foi iniciada no governo do vice-rei D. Pedro Antônio de Noronha Albuquerque e Sousa (1714-1718) erguida dentro do plano de fortificação de Salvador elaborado pelo engenheiro francês brigadeiro Jean Massé em 1714. Foi concluída em 1720, no governo do vice-rei e capitão general de mar-e-terra do Estado do Brasil, D. Vasco Fernandes César de Meneses (1720-1735), comunicando-se por uma cortina com o Forte de São Pedro. Em conjunto, fechavam a defesa do setor Sul de Salvador, aquele pelo lado de terra, e este pelo lado de mar, cruzando fogos com o Forte de São Marcelo.
Estava guarnecido por uma Companhia de Infantaria com dois soldados artilheiros, e artilhado com dezenove peças de ferro (quatro de calibre 24 libras e quinze de 6), acredita-se que em meados do século XVIII.
Por não possuir muralhas fechando o seu perímetro, técnicamente é considerado apenas uma bateria, e assim se encontra referido em iconografia de José António Caldas (Planta, e fachada da bataria de S. Paulo. in: Cartas topográficas contem as plantas e prospectos das fortalezas que defendem a cidade da Bahia de Todos os Santos e seu reconcavo por mar e terra, c. 1764. Arquivo Histórico Ultramarino, Lisboa), onde se observa a sua planta no formato de um polígono retangular irregular aberto, em alvenaria de pedra e cal, e junto à encosta, sobre o terrapleno, edificação para as dependências de serviço, com cômodos escavados na rocha e um fosso para drenar a água da encosta atrás da estrutura central.

### O século XIX
A sua artilharia foi a primeira a saudar a chegada da Família Real Portuguesa ao Brasil, em 22 de janeiro de 1808.
O comando do forte aderiu à Sabinada (1837-1738).
Foi visitado em 1859 pelo Imperador D. Pedro II (1840-1889), que registrou em seu diário de viagem:
"29 de Outubro - (...) Depois [da visita ao forte de São Marcelo] segui para o forte da Gamboa. Tem 18 peças e oito praças de guarnição para as quais se pode dizer que não há alojamento. O vigamento está em risco de abater sobre uma das acomodações do forte. As peças só se podem carregar subindo os soldados o parapeito, estando algumas das carretas estragadas e demorando-se a remessa de tinta do Arsenal para pintá-las às vezes três, quando devem sê-lo de seis em seis meses. Salvaram com tacos e dizendo-se ao comandante, o coronel graduado do Estado Maior de 2ª Classe José Pedro de Alcântara, este respondeu que se carregasse as peças, desse modo os tiros seriam espirros, que lhe repliquem [sic] aos ouvidos." 
No contexto da Questão Christie (1862-1865), o "Relatório do Estado das Fortalezas da Bahia" ao Presidente da Província, datado de 3 de agosto de 1863, dá-o como reparado, citando:
"(...) Compõe-se este forte de três baterias à barbeta com o desenvolvimento total de 482 palmos, formadas por uma cortina de 356 [palmos], fronteira ao mar e duas partes laterais divergentes, que se lhe reúnem, montando todas 18 peças, sendo seis de calibre 32 e doze de 24, bem como 14 reparos que estão arruinados, distribuídas por tantos outros intervalos que deixam as banquetas; isto é treze na cortina e cinco nos lados.
Este Forte foi todo reparado há pouco tempo e acha-se por isso em bom estado.
(...) A plataforma geral precisa ser completamente substituida por outra melhor construída e mais resistente, com declive impediente do recuo e com maior largura (três braças), qualidades essenciais ao serviço que devem prestar, e de cuja falta se ressente a existente.
O rebaixamento do parapeito de forma a deixar-lhe a altura própria das baterias à barbeta, é outra coisa de que se não deve prescindir.
Finalmente o solo do terrapleno reclama também o benefício de algumas camadas de materiais que o tornem resstente, isentando-o de transformar-se em lamaçal por ocasião das chuvas, como acontece hoje.
Quanto aos edificios, eles se acham em bom estado e asseados; mas cumpre dizer que não existe quartel para a guarnição, o que parece indispensável, e pode ser satisfeito com a continuação da casa, cuja construção foi sustada." 
Foi classificado como fortificação de 2ª Classe pelo Aviso Ministerial de 30 de março de 1875, mesmo ano em que recebeu um canhão Armstrong de 250 mm, o primeiro do fabricante a ser adquirido pelo país, e apelidado mais tarde, pelo povo, de "Vovô" (SOUZA, 1983:172). Esta peça pesava treze toneladas e disparou apenas uma única vez.

### Do século XX aos nossos dias
O forte sofreu reparos em 1886 e em 1906.
À época da Primeira Guerra Mundial (1914-1918), em 1915, encontrava-se bem conservado, guarnecido por um soldado do 50º Batalhão de Caçadores, e artilhado com quinze peças de alma lisa além do velho canhão Armstrong. Essa artilharia seria vendida mais tarde como ferro-velho. O canhão Armstrong foi retirado e encontra-se em nossos dias no jardim do Quartel do Exército, na Mouraria.
De propriedade da União, o monumento foi confiado à guarda da Fazenda Nacional em 1937. Tombado pelo Serviço do Patrimônio Histórico e Artístico Nacional a partir de 1938, em maio de 1987 encontrava-se invadido ilegalmente por famílias de baixa renda que ali residiam. Não se encontra aberto ao público.
Apesar de sua importância em termos de patrimônio cultural, no início do século XXI a fortificação encontrava-se em precário estado de conservação, com sérios riscos de desabamentos, descaracterização e comprometimento da estrutura. O Ministério Público Federal na Bahia, por meio de procedimento administrativo, apurou que, apesar de existir um projeto arquitetônico de restauração do imóvel e de o forte se encontrar contemplado no projeto Via Náutica do governo municipal, nenhuma intervenção concreta no bem fora efetivada pelo poder público federal até então. Desse modo, o MPF/BA impetrou uma ação civil pública para que a União e o IPHAN fossem condenados a realizar todas as intervenções emergenciais de consolidação e restauração necessárias para afastar riscos de novos danos aquele monumento histórico. A ação foi ajuizada em 4 de agosto de 2009, na 3ª Vara da Justiça Federal, sob o nº 2009.33.00.011447-9.